# NGC 5634
NGC 5634 est un amas globulaire situé dans la constellation de la Vierge à environ 88 700 a.l. de la Terre. Il a été découvert par l'astronome germano-britannique William Herschel en 1785. 

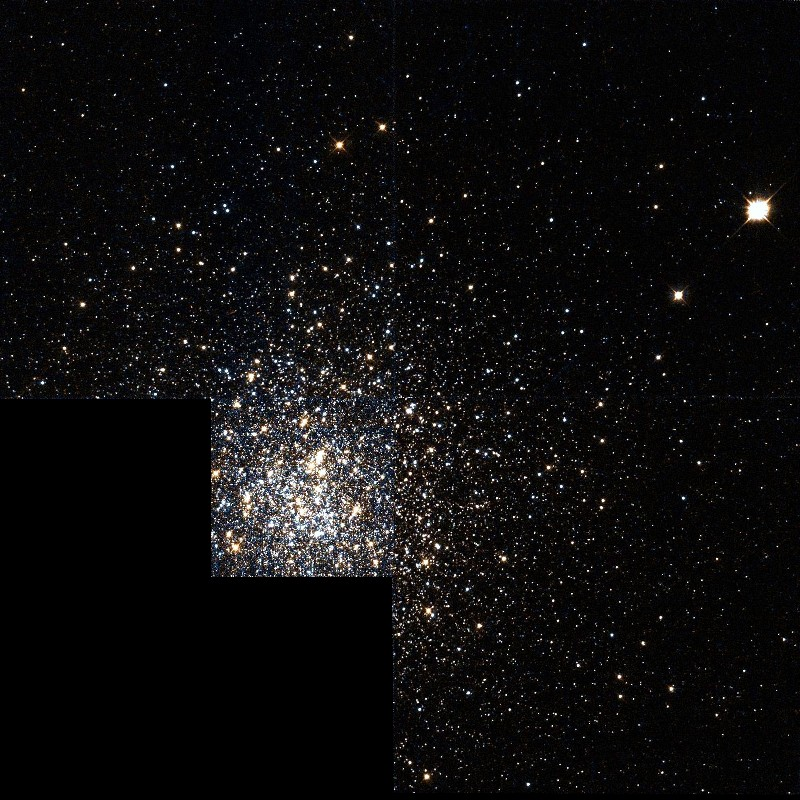
NGC 5634 par le télescope spatial Hubble.

La taille apparente de cet amas est de 5,5′ ce qui, compte tenu de la distance et grâce à un calcul simple, équivaut à une taille réelle d'environ 142 années-lumière.
Selon Forbes et Bridges, sa métallicité est estimée à -1,94 [Fe/H] et son âge d'environ 11,84 milliards d'années.
NGC 5634 est probablement un ancien membre de la galaxie naine du Sagittaire ou encore de la galaxie sphéroïdale naine du Sagittaire (Sgr dSph), la galaxie naine voisine découverte en 1994, qui fait actuellement l'objet d'une rencontre rapprochée et peut-être finale avant sa perturbation par les effets de marée, avec notre Voie Lactée.